# Neobuthus eritreaensis
Espèce
Neobuthus eritreaensis est une espèce de scorpions de la famille des Buthidae.

## Distribution
Cette espèce est endémique d'Érythrée. Elle se rencontre vers Massaoua.

## Description
Le mâle holotype mesure 18,00 mm et la femelle paratype 26,50 mm.

## Étymologie
Son nom d'espèce, composé de eritrea et du suffixe latin -ensis, « qui vit dans, qui habite », lui a été donné en référence au lieu de sa découverte, l'Érythrée.

## Publication originale
- Lowe & Kovařík, 2016 : « Scorpions of the Horn of Africa (Arachnida, Scorpiones). Part V. Two New Species of Neobuthus Hirst, 1911 (Buthidae), from Ethiopia and Eritrea. » Euscorpius, no 224, p. 1-46 (texte intégral).